# Sân vận động bóng chày Chiyodai
Sân vận động bóng chày Chiyodai là một sân vận động bóng chày nằm ở thành phố Hakodate, Hokkaidō, Nhật Bản. Sân hiện có sức chứa 20,000 khán giả.